# 安东尼·鲍森
安东尼·「東尼」·詹姆士·鲍森，OC，OOnt，CH，FRS，FRSC（英語：Anthony 'Tony' James Pawson，1952年10月18日—2013年8月7日），英裔加拿大科学家，他的研究带来了对信号转导的革命性理解，这是细胞应对外部线索以及互相沟通的分子机制。他发现以磷酸化酪氨酸结合的SH2结构域为原型的非催化交互模块。 2005年获沃尔夫医学奖。